# Japán mértékegységrendszer
A hagyományos japán mértékegységrendszer a Sakkanhó (尺貫法?) nevet viseli. A Sakkanhó elnevezés két mértékegység nevéből jött létre: a hosszmértékegységéből (szaku) és tömegéből (kan).
A rendszer kínai eredetű, i. e. 13. században jött létre a Sang-dinasztia idején, majd i. e. 10. században, a Zhou-dinasztia uralkodása alatt egységesült és került be Japánba, Koreába, illetve terjedt el Északkelet-Ázsia területén is. Japán hivatalosan 701-ben ismerte el a mértékegységrendszert, amely azóta alig változott.
1924-ben a Sakkanhó rendszerét felváltotta a tízes mértékegységrendszer, 1966. március 31-től pedig a betiltották a régi mértékegységek hivatalos ügyekkel kapcsolatos használatát. Akárhogyis, a régi egységek még ma is használatosak egyes esetekben. Az építészetben és a mezőgazdaságban a régi típusú egységeket alkalmazzák. Az ehhez kapcsolódó szerszámokat, mint például a fűrészt vagy a kalapácsot, a szun és a bu méretei alapján gyártják. A 2005-ös népszámlálásig a polgárok megadhatták a házuk területét négyzetméterben és cuboban is. A cubo használata a 2010-es népszámláláskor már nem volt megengedett.
A sakkanhónak sok különböző fajtája van. Az alul található táblázat az Edo-korban használatos mértékegységeket mutatja.
| dzsó                                                                         | 丈       | 100⁄33    | 3.03  | 119.3        | 9.942          | 3.314      |
| kanedzsaku                                                                   | 曲尺     | 10⁄33     | 0.303 | 11.93        | 0.9942         | 0.3314     |
| Űrmérték                                                                     | Űrmérték | liter     | liter | milliliter   | Amerikai uncia | Brit uncia |
| só                                                                           | 升       | 2401⁄1331 | 1.804 | 1804         | 61.00          | 63.49      |
| Tömeg                                                                        | Tömeg    | gramm     | gramm | pohár (dram) | uncia          | font       |
| momme                                                                        | 匁       | 15⁄4      | 3.75  | 2.116        | 0.1323         | 0.008267   |
| Megjegyzés: A Tört alakok pontosak, míg a Tizedes értékek csak kerekítettek. |          |           |       |              |                |            |

## Hosszúság
A Sakkanhó rendszerben a hosszmértékegység a saku. A saku mérete eredetileg a hüvelyk- és a középső ujj közti távolságnak felelt meg (körülbelül 18 cm), de később ez is megváltozott. Különböző hosszmértékek jelentek meg, más-más célokkal.
Minden mérés alapegysége a saku. A sakutól azonban elkülönül a kanedzsaku (曲尺?),amit kizárólag a japán ácsok használnak a munkájuk során. A kandzsaku az eredeti, kínából átvett saku méretének felelt meg így, míg más hosszmértékrendszerek egységei különböző behatások miatt folyton változtak, ez megőrizte eredeti értékét.
A kudzsiradzsaku (鯨尺?) szó szerint azt jelenti, hogy a "cet hossza", ezt a mértékegységet a ruházati iparban alkalmazták. A kudzsiradzsaku alapegysége 25%-kal hosszabb, mint a kanedzsakué.
A kanedzsaku és a kudzsiradzsaku mellett más rendszerek is léteznek. Például a gofukudzsaku (呉服尺), ami a hagyományos japán kimono méreteit veszi alapul. A gofukudzsaku alaphosszmértéke a kanedzzaku 1,2-szeresének felel meg.
A saku egységei a mai napig használatosak építkezéseknél, például a furnérlemez gyárilag előállított mérete 182 cm × 91 cm, ami 3 × 6 saku. Minden egyes lemez egy tatami méretének felel meg, habár a lemez vastagságát mégis milliméterben szokás megadni.
Érdekesség, hogy ezeknek az egységeknek a nevei tárgyakban is továbbélnek, például a japán bambuszfuvola, a sakuhacsi (尺八?) szó szerinti jelentése "saku nyolc", ami arra utal, hogy a hangszer hossza egy saku nyolc szun. Egy másik példa Isszun Bósi (一寸法師?) neve, melynek jelentése "egy szun fiú". Ez a jelenség sok japán közmondásban is megfigyelhető.
| mó | 毛, 毫 | 1⁄10000 | 0.03030   | 3.030·10−5 | 1.193·10−3 | 9.942·10−5 | 3.314·10−5 |
| rin | 厘     | 1⁄1000  | 0.3030    | 3.030·10−4 | 0.01193    | 9.942·10−4 | 3.314·10−4 |
| bu | 分     | 1⁄100   | 3.030     | 3.030·10−3 | 0.1193     | 9.942·10−3 | 3.314·10−3 |
| szun | 寸     | 1⁄10    | 30.30     | 0.03030    | 1.193      | 0.09942    | 0.03314    |
| saku | 尺     | 1       | 303.0     | 0.3030     | 11.93      | 0.9942     | 0.3314     |
| ken | 間     | 6       | 1818      | 1.818      | 71.58      | 5.965      | 1.988      |
| hiro | 尋     | 6       | 1818      | 1.818      | 71.58      | 5.965      | 1.988      |
| dzsó | 丈     | 10      | 3030      | 3.030      | 119.3      | 9.942      | 3.314      |
| csó | 町     | 360     | 1.091·105 | 109.1      | 4295       | 357.9      | 119.3      |
| ri | 里     | 12,960  | 3.927·106 | 3927       | 1.546·105  | 1.288·104  | 4295       |
| Megjegyzés: - A méterben megadott értékek, valamint a brit és az amerikai méretek kerekített értékek. - A legkisebb egységek, a mó, rin és bu tört számok esetében használatosak. - A saku egyes esetekben a japán "láb" megfelelője. - A hiro mélységek megadásánál használatos. - 1 csó = 60 ken ˜ 0.1091 km ˜ 0.06779 mérföld - 1 ri = 36 csó ˜ 3.927 km ˜2.440 mérföld |        |         |           |            |            |            |            |

## Terület
A cubo, ami két tatami méretének felel meg, még ma is használatos Japánban, ha területmeghatározásról van szó. Habár a tatami mérete régiónként változik, a cubo mérete országszerte egységes. A cubo egységei egyenértékűek a méter egységeivel, habár amíg a cubo főleg a közéletben, a mindennapokban használatos, addig a métert inkább hivatalos ügyekkel kapcsolatban alkalmazzák.
| saku | 勺       | 1⁄100 | 0.03306 | 51.24     | 0.3558    | 0.03954   |
| gó | 合       | 1⁄10  | 0.3306  | 512.4     | 3.558     | 0.3954    |
| dzsó | 畳       | 1⁄2   | 1.653   | 2562      | 17.79     | 1.979     |
| cubo | 坪       | 1     | 3.306   | 5124      | 35.58     | 3.954     |
| bu | 歩       | 1     | 3.306   | 5124      | 35.58     | 3.954     |
| sze | 畝       | 30    | 99.17   | 1.537·105 | 1067      | 118.6     |
| tan | 段, 反   | 360   | 1.190,4 | 1.537·106 | 1.067·104 | 1186      |
| csó | 町, 町歩 | 3000  | 9917    | 1.537·107 | 1.067·105 | 1.186·104 |
| Megjegyzés: - A méter, brit és amerikai értékek kerekített számok. - A dzsó egy tatami méretének felel meg, főleg a matematikában használatos. - 1 tan ≈ 0.09917 hektár ≈ 0.2451 hold - 1 csó ≈ 0.9917 hektár ≈ 2.451 hold |          |       |         |           |           |           |

## Űrmérték

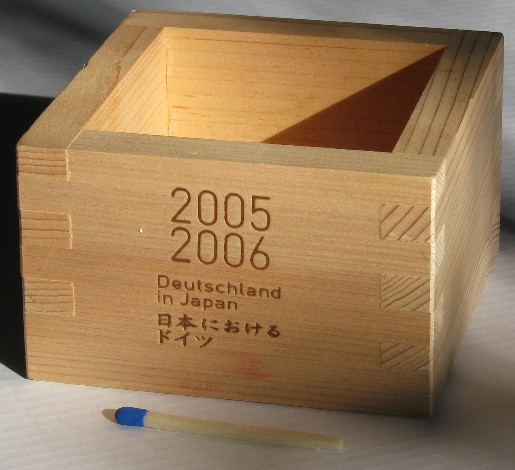
Ünnepségekkor használatos szaké csésze (1 gó)

Ezeket az egységeket még ma is használják a szaké készítésekor.
| szai | 才 | 1⁄1000 | 1.804     | 1.804·10−3 | 0.06100 | 3.812·10−3 | 4.765·10−4 | 0.06349 | 3.174·10−3 | 3.968·10−4 |
| saku | 勺 | 1⁄100  | 18.04     | 0.01804    | 0.6100  | 0.03812    | 4.765·10−3 | 0.6349  | 0.03174    | 3.968·10−3 |
| gó | 合 | 1⁄10   | 180.4     | 0.1804     | 6.100   | 0.3812     | 0.04765    | 6.349   | 0.3174     | 0.03968    |
| só | 升 | 1      | 1804      | 1.804      | 61.00   | 3.812      | 0.4765     | 63.49   | 3.174      | 0.3968     |
| to | 斗 | 10     | 1.804·104 | 18.04      | 610.0   | 38.12      | 4.765      | 634.9   | 31.74      | 3.968      |
| koku | 石 | 100    | 1.804·105 | 180.4      | 6100    | 381.2      | 47.65      | 6349    | 317.4      | 39.68      |
| Megjegyzés: - Az értékek kerekítettek. - A só a szakés üveg általános nagysága volt, ez napjainkban körülbelül 180 ml-nek felel meg. - A koku annak a rizsnek volt a mértéke, amennyit egy ember egy évben elfogyasztott. |    |        |           |            |         |            |            |         |            |            |

## Súly
Az eredeti japán súlymértékegység a momme, amit még ma is használnak a gyöngy kereskedelemben.
| fun                                                   | 分       | 1⁄10 | 375      | 0.375 | 3.75·10−4 | 0.2116 | 0.01323 | 8.267·10−4 |
| momme                                                 | 匁       | 1    | 3750     | 3.75  | 3.75·10−3 | 2.116  | 0.1323  | 8.267·10−3 |
| hjakume                                               | 百目     | 100  | 3.75·105 | 375   | 0.375     | 211.6  | 13.23   | 0.8267     |
| kin                                                   | 斤       | 160  | 6·105    | 600   | 0.6       | 338.6  | 21.16   | 1.323      |
| kan vagy kanme                                        | 貫, 貫目 | 1000 | 3.75·106 | 3750  | 3.75      | 2116   | 132.3   | 8.267      |
| Megjegyzés: A számok a kerekített értékeket tükrözik. |          |      |          |       |           |        |         |            |

## Pénz
A régi japán pénzek nevei a közmondásokban élnek tovább, például haja oki va szan mon no toku jelentése "Ha korán kellsz, 3 mont kapsz".
| Egység          | Egység  | Megegyezik/Egyenlő |
| Magyaros átírás | Kandzsi | Megegyezik/Egyenlő |
| --------------- | ------- | ------------------ |
| 1 mon           | 文      |                    |
| 1 hiki          | 疋      | 10 mon             |
| 1 kanmon        | 貫文    | 100 hiki           |

## Egyéb mértékegységek
A Sakkanhó és a tízes mértékrendszeren kívül más egységrendszerek is léteznek Japánban, például:
- A kerékpárgumi mérete a brit rendszeren alapul.
- Az elektornikai iparban például a számítógépalkatrészeknek is külön egységméretük van.
- A számítógép-, telefon-, illetve a TV- képernyők méretei is más rendszerben mozognak . A 型 ("-gata") az インチ ("inch") méretének felel meg.

## Fordítás
- Ez a szócikk részben vagy egészben  a   Japanese units of measurement című angol Wikipédia-szócikk ezen változatának fordításán alapul.  Az eredeti cikk szerkesztőit annak laptörténete sorolja fel. Ez a jelzés csupán a megfogalmazás eredetét és a szerzői jogokat jelzi, nem szolgál a cikkben szereplő információk forrásmegjelöléseként.